# Euclystis gradivus
Euclystis gradivus là một loài bướm đêm trong họ Erebidae.